# Taniec niemiecki
Taniec niemiecki (niem. Deutscher Tanz, der Deutsche, der „Teutsche”) – typ tańca, popularny w Europie Środkowej doby klasycyzmu. Pokrewny m.in. lendlerowi.

## Pochodzenie
Posiada swoje korzenie w allemande (fr. „niemiecki”), tańcu pochodzenia niemieckiego, popularnym w Europie od XVI do XVIII w., który składał się z powolnego wstępu w metrum parzystym oraz części żywszej, w metrum na trzy.
W XVIII w. dobiegła końca moda na allemande i został on wyparty z sal balowych przez inne tańce, np. menueta. W ten sposób zszedł do „muzycznego podziemia” i żył dalej w muzyce ludowej, w której jednak podlegał daleko idącym przemianom: ze wspomnianej powyżej części szybkiej w metrum na trzy wykształcił się – w Austrii i południowych Niemczech – właśnie der Deutsche, czyli taniec niemiecki. Był to popularny, szybki taniec wirowy w metrum na 3/4 bądź 3/8.

## Rozwój w walca
Na początku XIX wieku tempo tańca niemieckiego zwiększyło się i der Deutsche (razem z lendlerem) przekształcił się w walca. Lendler i, w mniejszym stopniu, der Deutsche gdzieniegdzie przetrwały jednak w muzyce ludowej.

## Taniec niemiecki w muzyce poważnej
Tańce niemieckie komponowali m.in. Joseph Haydn, Wolfgang Amadeus Mozart, Ludwig van Beethoven, Franz Schubert.